# پانی

(پانی) شهری در شهرستان پومپوئی در استان باله در بورکینافاسوی جنوبی است و جمعیت آن ۱۵۸ نفر است.